# 寺台地遗址
寺台地遗址，位于中国青海省贵德县河西乡吾路口村，为第四批青海省文物保护单位，公布日期为1986年5月27日，类型为古遗址。
寺台地遗址的历史年代为卡约文化。